# Amish Guy
Amish Guy (рус. «Амишский парень») — седьмая серия десятого сезона мультсериала «Гриффины». Премьерный показ состоялся 27 ноября 2011 года на канале FOX.

## Сюжет
Питер очень хочет прокатиться на новом аттракционе, однако его туда не допускают ввиду наличия лишнего веса. Питер очень расстроен и намерен поехать в Огайо, чтобы прокатиться там. Обманом он проникает на аттракцион, надев корсет. При попытке запуска горки ломаются и Питер со своей семьей вынужден ехать обратно домой.
По дороге у них ломается машина, им не остается ничего, кроме как поселиться в городке, населенном амишами. Этот народ не пользуется электричеством и техникой, живёт по старинным обычаям.
Мег влюбляется в одного из амишей — Илая, однако его отец против отношений с чужестранкой. Мег умоляет отца поговорить с отцом Илая, но тот лишь все портит, и амиши изгоняют Гриффинов из своего поселения. Оказывается, Илай тоже сбегает с Гриффинами, объясняя этот поступок своей любовью к Мег.
Приехав домой, Гриффины понимают, что амиши объявили им войну. Питер собирает своих друзей и едет обратно в поселение амишей. К счастью, все заканчивается хорошо, Илай объясняет Мег, что должен остаться дома.
Эпизод заканчивается поездкой всех героев эпизода (включая амишей) на американских горках.

## Рейтинги
- Эпизод был показан 20 ноября 2011, предшествуя новым эпизодам Симпсонов и Американского папаши.
- Эпизод посмотрели примерно 5500000 зрителей.
- Серия стала самой просматриваемой в ту ночь «Animation Domination» на FOX, победив по количеству просмотров новые серии «Симпсонов», «Шоу Кливленда» и «Американского Папаши!».[1]
- Рейтинги упали по сравнению с предыдущим эпизодом «Thanksgiving».[2]

## Критика
- Критиками эпизод был принят в основном положительно.
- Майкл Мур дал эпизоду 7,5 баллов из 10, говоря: «Несмотря на то, что некоторые говорят, что „Гриффины“ уже „выросли“, Питер по-прежнему для меня, по крайней мере, остается любимым персонажем и я люблю почти все, что он делает, как он выкручивается из разных ситуаций…».[3] Заканчивая свой обзор, Мур все же пояснил: «…у меня все та же точка зрения, которой я придерживаюсь относительно всех серий этого сезона: здесь просто не происходит ничего нового».[3]
- Кевин МакФарланд из A.V. Club положительно оценил эпизод, сравнивая его с подобными сюжетными линиями в «Симпсонах».[4] Он также сравнил эпизод по типу донесения информации с комиксами. В итоге он присудил эпизоду оценку B-.[4]